# Polygrammodes lichyi
Polygrammodes lichyi là một loài bướm đêm trong họ Crambidae.